# الحديقة الوطنية لمسقط أبراهام لينكولن

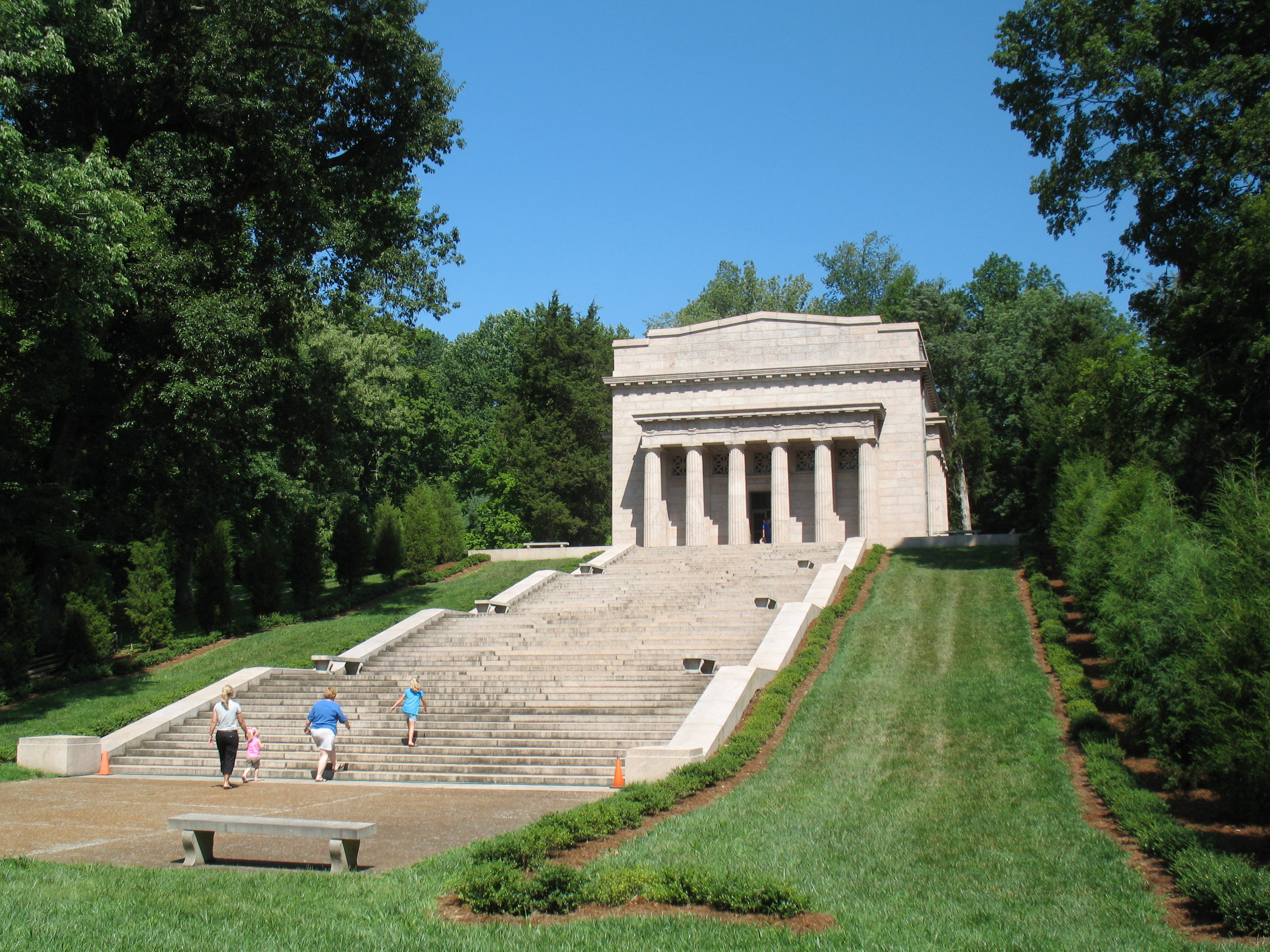

الحديقة الوطنية التاريخية لمسقط أبراهام لنكولن (بالأنكليزية:Abraham Lincoln Birthplace National Historical Park أو Sinking Spring Farm) تم المحافظة على موقعين منفصلين كمزارع في مقاطعة لارو، كنتاكي حيث ولد أبراهام لينكولن، ولد في موقع غرق الربيع جنوب هودجينفيل وبقي هناك حتى انتقلت الأسرة إلى مزرعة كنوب كريك شمال شرق هودجينفيل عندما كان عمره سنتين، وبقي هناك حتى بلغ السابعة من عمره.
تعتبر الحديقة الآن عبارة عن متنزه للزوار.